# Scambina
Scambina is een geslacht van vlinders van de familie spinneruilen (Erebidae), uit de onderfamilie Calpinae.

## Soorten
- S. aliena Walker, 1865
- S. cervina Walker, 1873
- S. roseipicta (Druce, 1911)